# Перкинс, Сью
Сьюзан Элизабет (Сью) Перкинс (англ. Susan Elizabeth (Sue) Perkins; 22 сентября 1969, Восточный Далвич, Лондон, Великобритания) — британская комедийная актриса и писательница, радиоведущая и телеведущая.

## Биография
Сью Перкинс родилась в 1969 году. Её отец работал в автосалоне, а мать была секретаршей. В 1991 году окончила Колледж Мюррей Эдвардс.

## Личная жизнь
С 2014 года состоит в отношениях с телеведущей Анной Ричардсон.

## Фильмография
Актриса
- 1995 : Fist of Fun
- 1996 : French and Saunders
- 1996 : The Friday Night Armistice
- 1997 : The Peter Principle
- 1999 : Gimme Gimme Gimme
- 2002 : Casualty
- 2002 : Spheriks
- 2003 : Little Robots
- 2002—2003 : Dinotopia
- 2007—2009: Отчаянные дегустаторы отправляются…
- 2013 : Heading Out
- 2020 : Hitmen

Сценарист
- 1996 : French and Saunders
- 2000 : Rhona
- 2003 : Absolutely Fabulous
- 2007 : Ronni Ancona & Co
- 2009 : RTS Huw Wheldon Lecture: Wit's End?
- 2013 : Heading Out
- 2015 : Banana

Продюсер
- 2013 : Heading Out